# KSK Hoboken
KSK Hoboken (pełna nazwa: Koninklijke Sportkring Hoboken) – belgijski klub piłkarski z siedzibą w Hoboken, dzielnicy Antwerpii, działający w latach 1920–2004, grający niegdyś w drugiej lidze belgijskiej.

## Historia
Klub został założony w 1920 roku jako Racing Club Hoboken. W 1923 roku zmienił nazwę na Sportkring Hoboken. W 1956 roku do nazwy klubu dołączono słowo Koninklijke, w wyniku czego zmieniono jego nazwę na Koninklijke Sportkring Hoboken. W 2004 roku klub został rozwiązany. W swojej historii klub spędził 6 sezonów na poziomie drugiej ligi, w której grał w latach 1931-1937 oraz 17 sezonów na poziomie trzeciej ligi. 

## Stadion
Domowe mecze klub rozgrywał na stadionie o nazwie Stadion De Visputten, położonym w Hoboken. Stadion mógł pomieścić 3450 widzów.

## Reprezentanci kraju grający w klubie
Stan na listopad 2021
| - Albert Cluytens - Geert Emmerechts | - Wim Hofkens |